# Stinkdachse
Die Stinkdachse (Mydaus) sind eine in Südostasien lebende Raubtiergattung. Früher wurden sie als Vertreter der Dachse (Melinae) betrachtet, genetische Untersuchungen haben jedoch gezeigt, dass sie näher mit den Skunks (Mephitinae), einer ansonsten nur in Amerika lebenden Raubtiergruppe, verwandt sind. Sie sind nach ihrer Fähigkeit benannt, aus den Analdrüsen einem Angreifer stinkende Sekrete entgegenzuspritzen. Es gibt zwei Arten:
- Der Sunda-Stinkdachs (Mydaus javanensis) lebt auf Sumatra, Borneo und Java.
- Der Palawan-Stinkdachs (Mydaus marchei) ist auf der Philippinen-Insel Palawan und kleineren vorgelagerten Inseln beheimatet.

## Merkmale
Stinkdachse sind dunkelbraun bis schwarz gefärbt. Beim Sunda-Stinkdachs zieht sich ein weißer Rückenstreifen vom Scheitel bis zur Schwanzbasis, während der Palawan-Stinkdachs nur einen einzelnen gelblichen Fleck auf dem Scheitel hat.  Die lange Schnauze ist beweglich, die Beine sind kurz, und auch der Schwanz ist nur ein Stummel. Diese Tiere erreichen eine Kopf-Rumpf-Länge von 32 bis 51 Zentimetern, eine Schwanzlänge von 2 bis 8 Zentimetern und ein Gewicht von 1,4 bis 3,6 Kilogramm.

## Lebensweise
Berichten zufolge ist der Sunda-Stinkdachs nachtaktiv, während der Palawan-Stinkdachs sowohl am Tag als auch in der Nacht auf Nahrungssuche gehen kann. Zur Ruhe ziehen sie sich in selbstgegrabene Baue zurück, manchmal besetzen sie auch Baue von Stachelschweinen. Die Nahrung dieser Tiere besteht aus Würmern, Insekten und pflanzlichem Material.
Das Sekret der Analdrüsen kann auf eine Entfernung von eineinhalb Metern verspritzt werden. Es wird gezielt eingesetzt und kann, wenn es die Augen trifft, Erblindung verursachen.

## Systematik
Zur Gattung der Stinkdachse gehören folgende zwei rezente Arten:
| Deutscher Name     | Wissenschaftlicher Name             | Verbreitung                               | Gefährdungsstufe Rote Liste der IUCN | Anmerkungen                                                       | Bild |
| ------------------ | ----------------------------------- | ----------------------------------------- | ------------------------------------ | ----------------------------------------------------------------- | ---- |
| Sunda-Stinkdachs   | Mydaus javanensis (Desmarest, 1820) | Verbreitungsgebiet des Sunda-Stinkdachs   | (Least Concern – nicht gefährdet)    | 3 Unterarten Lebt auf Java, Sumatra, den Natuna-Inseln und Borneo |      |
| Palawan-Stinkdachs | Mydaus marchei (Huet, 1887)         | Verbreitungsgebiet des Palawan-Stinkdachs | (Least Concern – nicht gefährdet)    | monotypisch Lebt auf Palawan                                      |      |

Die wissenschaftliche Erstbeschreibung der Gattung stammt von Frédéric Cuvier aus dem Jahr 1825, der als Typusart den ebenfalls von ihm in diesem Jahr erstbeschriebenen Mydaus meliceps wählte. Dieser wurde mit dem Sunda-Stinkdachs (Mydaus javanensis) synonymisiert.
Innerhalb der rezenten Gattungen der Skunks stellen die Stinkdachse die ursprünglichste Gattung dar und werden allen anderen heute lebenden Skunks als ursprünglichste Gruppe gegenübergestellt. Der Zeitpunkt der Trennung der Stinkdachse von den amerikanischen Taxa lag vor etwa 20,7 Millionen Jahren.

## Gefährdung
Das Fleisch der Stinkdachse wird manchmal gegessen, wobei den Tieren die Analdrüsen entfernt werden. Die Hauptbedrohung geht aber von der Zerstörung ihres Lebensraumes aus. Beide Arten werden von der IUCN als nicht gefährdet (least concern) gelistet.

## Belege
1. ↑  Mydaus javanensis in der Roten Liste gefährdeter Arten der IUCN 2008. Eingestellt von: B. Long, J. Hon, M.J. Azlan, J.W. Duckworth, 2008. Abgerufen am 28. Dezember 2011..
2. 1 2  Don E. Wilson & DeeAnn M. Reeder (Hrsg.): Mephitidae in Mammal Species of the World. A Taxonomic and Geographic Reference (3rd ed).
3. ↑  Mydaus marchei in der Roten Liste gefährdeter Arten der IUCN 2008. Eingestellt von: B. Tabaranza, L. Ruedas, P. Widmann, J. Esselstyn, 2008. Abgerufen am 28. Dezember 2011..
4. 1 2  Katrin Nyakatura, Olaf RP Bininda-Emonds: Updating the evolutionary history of Carnivora (Mammalia): a new species-level supertree complete with divergence time estimates. BMC Biology 10, 2012. doi:10.1186/1741-7007-10-12
5. ↑  Don E. Wilson & DeeAnn M. Reeder (Hrsg.): Mydaus in Mammal Species of the World. A Taxonomic and Geographic Reference (3rd ed).